# برینکرهاف (نیویورک)
برینکرهاف (به انگلیسی: Brinckerhoff) یک منطقهٔ مسکونی در ایالات متحده آمریکا است که در شهرستان داچس، نیویورک واقع شده‌است. برینکرهاف ۲٫۹۱ کیلومتر مربع مساحت و ۲٬۹۰۰ نفر جمعیت دارد و ۶۷ متر بالاتر از سطح دریا واقع شده‌است.